# Museo del corallo

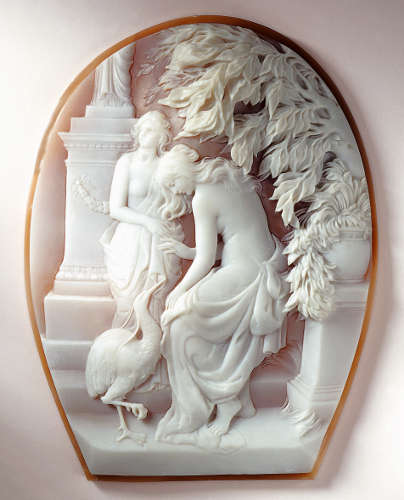
"L'Amore immortale"Cammeo inciso su conchiglia sardonica nei laboratori Ascione, 1925, Napoli, Museo del Corallo

Il Museo del corallo di Napoli è situato all'interno della galleria Umberto I, nel quartiere San Ferdinando. Le collezioni ripercorrono la storia della lavorazione del corallo, attraverso l'esposizione di documenti originali e delle più significative creazioni, della Manifattura Ascione di Torre del Greco dall'Ottocento fino al moderno e al contemporaneo.

## Lo spazio museale
È articolato in due sezioni: nella prima, di tipo didattico, sono presentati rami di corallo di diversa provenienza e tipologia, gli antichi sistemi di pesca, gli antichi utensili per la lavorazione, numerose collane nei vari tagli e stili, i mercati ai quali erano e sono destinate. Uno spazio è dedicato anche alla lavorazione del cammeo: le conchiglie, gli strumenti, le fasi di lavorazione, gli oggetti finiti danno al visitatore un quadro completo ed esaustivo di questa particolarissima arte.
La seconda sezione è dedicata alla gioielleria: sono in mostra più di 300 oggetti in corallo, cammei, pietra lavica, testimonianze di una rara e raffinata produzione che va dagli inizi del XIX secolo agli anni quaranta del secolo scorso. Il percorso è corredato da una ricca documentazione
cartacea e fotografica che illustra l'attività dell'azienda e i suoi numerosi riconoscimenti per la qualità e l'originalità dei suoi gioielli.

## La sede
Il museo è sito al II piano della facciata principale della Galleria Umberto I di Napoli e ne occupa la gran parte. Ciò consente di avere una visuale eccezionale di alcuni dei luoghi più esclusivi e densi di storia della città: dai balconi del museo i rilievi di stucco della facciata del teatro di San Carlo sono quasi “a portata di mano” e così pure le famose sculture marmoree di Carlo Nicoli che severamente sostengono le ampie finestre dei saloni principali.

## Storia
Come risulta dall'archivio storico della Camera di commercio di Napoli la ditta Ascione è la più antica manifattura di Torre del Greco nel delicato e prestigioso settore della lavorazione artistica del corallo, del cammeo, della madreperla, delle pietre dure e dei metalli preziosi. Dopo la liberalizzazione dal monopolio della fabbrica reale avvenuta nel 1815 Giovanni Ascione, figlio dell'armatore di “coralline” Domenico, decise di dedicarsi alla manifattura del corallo, attività importata a Torre del Greco agli inizi del XIX secolo. Giovanni e i suoi dieci figli riuscirono a far conoscere il marchio Ascione per la raffinatezza della loro produzione tanto da iscriversi nel 1855 alla Camera di commercio di Napoli, ricevendo poi i numerosi riconoscimenti internazionali, visibili nelle sale del Museo, al punto da divenire fornitori ufficiali della famiglia reale che gli conferì il privilegio di fregiare il marchio con le insegne di casa Savoia, a riprova di un'autentica anzianità gli Ascione utilizzano da sempre lo stesso marchio orafo, 5*NA.